# Sounds of Sedaka
Sounds of Sedaka, album av Neil Sedaka, utgivet 1969 på skivbolaget MCA och det är producerat av Neil Sedaka och Pat Aulton. I Australien hette samma album Working On A Groovy Thing.
"Workin' On A Groovy Thing" var en hit för amerikanska gruppen The Fifth Dimension i augusti 1969. Deras version placerade sig på Billboard-listans 20:e plats. Samma grupp hade även en hit med "Puppet Man" i maj 1974. Den nådde 24:e plats.
LP:n har inte (2007) återutgivits på CD.

## Låtlista
1. Puppet Man (Neil Sedaka/Howard Greenfield)
2. Johnny Walker, Old Grandad, Jackie Daniels And You (Neil Sedaka/Howard Greenfield)
3. Ebony Angel (Neil Sedaka/Howard Greenfield)
4. Wheeling West Virginia (Neil Sedaka/Howard Greenfield)
5. You With Darkness On Your Mind (Neil Sedaka/Carole Bayer-Sager)
6. The Love Of A Woman (Neil Sedaka/Howard Greenfield)
7. Workin' On A Groovy Thing (Neil Sedaka/Roger Atkins)
8. The World I Threw Away (Neil Sedaka/Howard Greenfield)
9. Don't Look Over Your Shoulder (Neil Sedaka/Carole Bayer-Sager)
10. Cellophane Disguise (Neil Sedaka/Carole Bayer-Sager)
11. The Girl I Left Behind (Neil Sedaka/Carole Bayer-Sager)
12. Summer Symphony (Neil Sedaka/Howard Greenfield)